# Dietingen
Dietingen település Németországban, azon belül Baden-Württembergben. Lakosainak száma 4296 fő (2023. december 31.). Dietingen Rottweil, Epfendorf, Villingendorf, Rosenfeld és Zimmern unter der Burg községekkel határos.

## Népesség
A település népessége az elmúlt években az alábbi módon változott:
| Lakosok száma | 2932 | 3158 | 3220 | 3325 | 3361 | 3676 | 3927 | 3951 | 3928 | 4296 |
|               | 1961 | 1967 | 1974 | 1980 | 1987 | 1993 | 2000 | 2006 | 2013 | 2023 |